# 1999年胡子講暴挙事件
1999年胡子講暴挙事件（1999ねんえびすこうぼうきょじけん）は、1999年（平成11年）に広島市で発生した警官隊と暴走族の衝突事件。事件を契機として暴走族を取締まる条例等が強化された。
胡子講は「胡子大祭」が正式名称であるが、この祭りは広島県広島市中区の胡子神社で11月17日から4日間開かれる。「えべっさん」として親しまれている広島三大寺社祭りの一つであり、胡子大祭にあわせて商売繁盛の縁起物が飾られた熊手が売られるとともに、えびす通り商店街で大売り出しが行われる。そのため期間中は10万人以上が訪れ例年賑わう。しかし、1999年（平成11年）の胡子講は暴走族と警官隊が大規模に衝突し、マスメディアによってその模様や広島市内の暴走族の慣習や警察の取締方法も全国に広く報道されることとなった。

## 背景
胡子講を「暴走族の卒業式」とみなす意味合いが暴走族の中であり、神社近くにあり祭りの際に歩行者天国が実施される中央通りや近くのアリスガーデン（公共広場）で引退式と称する集会を開いていた。祭りに来ていた少年・少女がこの引退式に興味を示し、これを見て暴走族に憧れ加入することもあり、苦情などの原因にもなっていた。暴走族は特攻服を着用して歩行者天国を円になって占拠して集会を行うため、別の歩行者の通行の妨げにもなっていた。
また、暴走族の背後には「面倒見」と呼ばれる人物を通じて、暴力団と人的、資金的なつながりがあると指摘されていた。これは1998年当時広島市周辺の暴走族が400人であると推定されていたが、暴走行為による逮捕者47人であるのに対し、窃盗、傷害、恐喝などの刑法犯で検挙された暴走族が105人であり、面倒見に納める上納金を稼ぐための犯罪も少なくなかった。そのため、広島の暴走族は暴走行為だけでなく犯罪集団としての側面もあった。
この事態を重く見た警察は、胡子講での暴走族の排除に乗り出した。

## 当日
1999年（平成11年）11月18日午後8時半、歩行者天国で行われていた集会に対し、警察は道路交通法（道路の使用許可）に基付き拡声器やプラカードで解散命令を出した。しかし、命令に応じないため、警察は任意同行とする措置を取った。それでも居座りを続ける暴走族と、排除しようとする機動隊で揉み合ったり盾を掲げた機動隊員が暴走族に突撃するなどの衝突が発生した。この衝突は、深夜遅くまで繰り広げられた。
2日目も歩行者天国を暴走族が集団で占拠し、さらに面白半分に身を投じる野次馬のような若者達が入ったため、暴徒の数はさらに増加した。騒動により歩行者天国区間外の一般車両およびバス、また広島市内を走る路面電車までもが立ち往生させられる事態になった。3日間の開催期間で計45人、その後に35人が公務執行妨害などの疑いで逮捕され、合計80人の逮捕者を出した。この騒動は全国ニュースで放映された。

## その後の経過
歩行者天国の一時中止
胡子講での中央通りの歩行者天国であるが、暴走族の集会場所を「提供」していたため、翌2000年の胡子講では歩行者天国が中止された。再開後、大きな混乱は発生していない。
暴走族対策課の新設
広島県警察は、2001年（平成13年）に「暴走族対策課」を設置した。暴走行為をビデオに撮り検挙するという従来の捜査手法では「なめられる」だけだとして、暴走族の車両にパトカーをぶつけてもつかまえるという強攻策まで実行された。
暴走族追放条例
2000年（平成12年）には広島県が暴走族追放条例を宮城県に次いで2番目に施行した。
広島市暴走族追放条例
広島市も指定地域内で特攻服を着用して集会を開くことを規制する、罰則付きの「広島市暴走族追放条例」を制定した。
対策の効果
暴走族の構成員数も1999年の428人をピークに減少。2015年にはゼロとなり、散発的な暴走行為が行われるのみとなった。暴走族対策課も少年対策課に組織改編されている。